# Archytas perplexa
Archytas perplexa är en tvåvingeart som först beskrevs av Townsend 1931.  Archytas perplexa ingår i släktet Archytas och familjen parasitflugor. Inga underarter finns listade i Catalogue of Life.